# Prespa (oraș medieval)
Prespa (în bulgară Преспа) a fost un oraș medieval, situat în regiunea omonimă din sud-vestul Macedoniei. A fost reședință și loc de înmormântare pentru împăratul bulgar Samuil și, potrivit unor surse, capitala Primului Țarat Bulgar și sediu al Patriarhiei Bulgare în ultimele decenii ale secolului al X-lea.